# Magdalena Scherz
Magdalena Scherz (* 20. Dezember 2001) ist eine österreichische Skilangläuferin.

## Werdegang
Scherz, die für den SVG Hohe Wand startet, nahm von 2017 bis 2021 an U18 und U20-Rennen im Alpencup teil. Zudem kam sie bei den Junioren-Skiweltmeisterschaften 2020 in Oberwiesenthal auf den 66. Platz über 5 km klassisch sowie auf den 38. Rang im 15-km-Massenstartrennen und bei den Junioren-Skiweltmeisterschaften 2021 in Vuokatti auf den 55. Platz über 5 km Freistil sowie auf den 50. Rang im Sprint. In der Saison 2021/22 nahm sie in Ulrichen erstmals am Alpencup teil, wobei sie den 37. Platz über 10 km klassisch sowie den 31. Platz im Sprint errang. In der Saison 2023/24 wurde sie österreichische Meisterin im Sprint und belegte sie bei den Junioren-Skiweltmeisterschaften 2024 in Planica den 28. Platz im 20-km-Massenstartrennen, den 12. Rang im Sprint sowie den neunten Platz mit der Mixed-Staffel. Zudem nahm sie im März 2024 in Lahti erstmals am Skilanglauf-Weltcup und holte dort mit dem 35. Platz im Sprint ihre ersten Weltcuppunkte. In der Saison 2024/25 kam sie in Davos mit dem 33. Platz m Sprint, in Toblach mit dem 20. Rang im Sprint und im Engadin mit dem 22. Platz im Sprint im Weltcup erneut in die Punkteränge.